# Carl Schmitt
Carl Schmitt, nemški politični teoretik in pravnik, * 11. julij 1888, Plettenberg, Nemčija, † 7. april 1985, Plettenberg. 
Velja za enega najslavnejših in najkontroverznejših političnih mislecev dvajsetega stoletja. Gre za misleca, ki polarizira strokovno javnost. Ena stran mu zaradi njegovih predavanj in tekstov priznava retorično in analitično vrhunskost, druga stran pa njegov prispevek k politični teoriji zanika zaradi zagovarjanja Hitlerjevega režima. Nekateri filozofi menijo, da je bil najvplivnejši nemški politični mislec 20. stoletja, medtem ko mu drugi pripisujejo, da je izdelal teoretsko podlago nacionalsocialističnega režima in slednjemu zagotovil legitimnost. Tako najdemo ocene, ki Schmitta proglašajo za »kronskega jurista tretjega rajha«, kot tudi mnenja, ki ne dajejo poudarka politični morali. Iz njegovih del so črpali številni filozofi, tudi Walter Benjamin, Leo Strauss in Slavoj Žižek.

## Življenje in delo
Carl Schmitt se je rodil 11. 7. 1888 v Plettenbergu v Vestfaliji. Odraščal je v katoliški družini,  kar je nedvomno vplivalo na njegovo zavezanost katoliški tradiciji v zgodnjem obdobju svojega delovanja. Schmittov politični in znanstveni življenjepis v grobem delimo na tri glavna obdobja, ki se časovno pokrivajo s spremembami v političnem režimu v Nemčiji. Prvo oz. weimarsko obdobje sega do tridesetih let 20. stoletja, drugo se razteza med letoma 1933 in 1945, torej od Hitlerjevega prihoda na oblast, do konca druge svetovne vojne. Tretje obdobje pa obsega leta od konca druge svetovne vojne do njegove smrti leta 1985. Schmitt je študiral pravo v Strassbourgu in Monaku. Med študijem je objavil tudi svoja prva dela »Über Schuld und Schuldarten«, »Gesetz und Urteil« in »Der Wert des Staates und die Bedeutung des Einzelenen«, ki so strogo pravne narave, pozneje pa njegove razprave  dobijo tudi politični pridih. Prvi opazen premik v Schmittovih razpravah je oddaljevanje od razprav o katolicizmu in cerkvenem pravu, pogosteje pa razpravlja o državi in demokratični legitimaciji. V dvajsetih letih je glavni poudarek Schmittovih tekstov na konstituciji moderne države. Bistveno vprašanje, na katerega poskuša odgovoriti, je dilema med izvorom pravnega reda, države, njenih norm in njihovo veljavnostjo. V zgodnjih letih obstoja Weimarske republike je bil Schmitt v tesnih stikih s katoliškimi političnimi in intelektualnimi krogi, objavljal je tudi v najvidnejših katoliških časnikih tistega časa. Med nemškimi pravniki si je hitro pridobil ugled in spoštovanje. Med letoma 1922 in 1928 je bil profesor v Bonnu, od leta 1928 pa v Berlinu, kjer je postal varovanec visokega vladnega uradnika in pruskega aristokrata Johannesa Popitza. Vseskozi je bil aktiven v debatah o weimarski ustavi. Uvrščamo ga med stroge kritike liberalne konstitucije te ustave, ki je bila zmes elementov angleškega, francoskega in severnoameriškega sistema. Pristojnosti posameznih vej oblasti so bile pogosto nenatančno določene. Ena izmed najbolj zanimivih diskusij v političnem in teoretskem smislu je bila razprava o 48. členu ustave, ki je govoril o predsedniški oblasti. Schmitt je bil prvi, ki je zagovarjal takšno interpretacijo, ki daje predsedniku pooblastila za varovanje in obrambo celotne ustave. Ta interpretacija se je uveljavila šele po letu 1929, čeprav jo je Schmitt predstavil že osem let prej. V obdobju do tridesetih let 20. stoletja se je Schmitt ukvarjal s konceptualnimi vprašanji, povezanimi z weimarskimi krizami. Posvetil se je paradoksom in nekompatibilnostim sistema, ki so po njegovem mnenju ogrožali weimarsko republiko in predstavljali nevarnost rušitve le te tako znotraj kot tudi od zunaj. Carl Schmitt se je 1. maja 1933 pridružil Nacionalsocialistični nemški delavski stranki (NSDAP). Razlogi za to odločitev so ostali nepojasnjeni vse do danes. S tem dejanjem si je Schmitt zavaroval akademsko kariero in pridobil politični vpliv. Prav tako je prišlo do korenite spremembe v načinu njegovega pisanja. Recenzije Schmittovih del, ki so si nasprotujoče, to obdobje povsem izpuščajo ali pa ga obravnavajo kot višek njegovega delovanja. Do največjih razhajanj prihaja zaradi različnega tolmačenja Schmittovih spisov. Ena stran trdi da so le ti pripomogli k vzponu in ohranitvi Hitlerja na oblasti, druga pa Schmittovo dejanje opravičuje kot zasilen izhod posameznika v totalitarnih časih. Druga dilema, ki se pojavlja pa je, ali obravnavati Schmittovo pot linearno, kot prehod od katolicizma v nacionalsocializem, ali pa je potrebno razlikovati med različnimi obdobji in pristopi v njegovem delu. K razjasnitvi te dileme je pripomogel tudi sam, saj je s poznejšimi dodatki k spisom poskušal dokazati enotnost svoje misli. Zgolj tri leta po vstopu v NSDAP ga je časopis Schwarze Korps v seriji člankov obtožil liberalizma. Schmitt se je poskusil z govorom, ki ga je imel na srečanju skupine visokošolskih učiteljev, otresti obtožb, vendar neuspešno. Govor sodi med najsramotnejše dokumente antisemitske literature. Razcepa med Schmittovo mislijo pred in po Hitlerjevem prevzemu oblasti ni mogoče zanikati. Rezultati novejših študij so pokazali, da v spisih iz časa Weimarske republike ni prisotnih pronacističnih izjav, temveč antinacistične. V njegovem drugem obdobju, v času Hitlerjeve vladavine pa je ravno obratno. V weimarskih spisih ni skritih namenov, ki naj bi se nato razkrili pozneje. V svojem zadnjem obdobju se je Schmitt bolj posvetil strokovnim in manj političnim temam. Aktiven je bil tudi pri ponovnih objavah svojih tekstov, ki so se večinoma opazno razlikovali od izvirnikov. Po njegovi smrti je diskusija o Schmittovi teoretski in politični aktivnosti delila strokovno javnost na nasprotujoča si pola. Schmitt je mislec, ki ga ne moremo preprosto umestiti v politično shemo, ki se deli na levo in desno. Bil je tarča številnih poskusov politične reinterpretacije. Prav tako je bil označen za ultrakonzervativnega  misleca. V šestdesetih letih 20. stoletja pa je bil ponovno odkrit s strani študentskega gibanja kot pronicljiv kritik parlamentarnega liberalizma.

## Izbrana dela

### Cerkev in država
V zgodnjih delih je izhodišče Schmittovega dojemanja prava in političnih institucij cerkvena institucija. Ta je primerljiva z novoveško državo in političnim. Če cerkveni moči odvzamemo duhovno podlago, jo sekulariziramo, dobimo politično moč, ki je analogna moči novoveške državne tvorbe. Cerkev, ki izgublja duhovno moč, postaja politična institucija. Še en dokaz za politično eksistenco cerkve so verske vojne, ki so dejansko le način za pridobitev posvetne oblasti in moči.  Schmittovo razmišljanje o tem, kaj je cerkev, tako zelo hitro postane vprašanje, kaj je država. Njegovi odgovori na to vprašanje se razlikujejo glede na obdobje, bistvo pa ostaja isto. Zanima ga predvsem, kaj je tisto, kar lahko zagotovi stabilnost politične enote - države in kaj lahko prepreči njen propad. Moč države obravnava analogno z močjo cerkve in trdi, da sta tako avtoriteta cerkve kot države odvisni od njene razvidnosti in moči ter reprezentacije v svetu. Tako je bil Schmittov prvi način legitimiranja države teološki. Kaže se v pravni teoriji, vlogi pravnikov kot sekulariziranih teologov in avtoritete prava kot sekularizirane verske dogme.

### Vprašanje suverenosti
Po mnenju Carla Schmitta država in pravo bazirata na suvereni odločitvi. Ugotavlja, da demokracija ogroža tradicionalno, monarhično obliko suverenosti in z njim stabilno podlago, ki jo ta zagotavlja. Demokracija je namreč produkt seštevka volje in interesov vsakega posameznika, ne pa prizadevanje k občemu dobremu. Demokratično odločanje večkrat privede do rezultatov, ki oslabijo politični sistem, škodijo ljudstvu in ustvarjajo konflikte. Ustvarja tudi upanje v izginotje političnega odločanja, upanje v »samodejno izvajanje oblasti«, ki izhaja iz vladavine zakona in  na demokratični legitimaciji. Problem je torej vera v vsemogočnost demokracije, ki takšna ne obstaja. Ker je v demokratični ureditvi najvišji organ odločanja volja ljudstva, lahko vse institucije izgubijo veljavo, še huje pa je, da lahko izgubi svojo veljavo država. Možna sta dva rezultata. Prvi je »totalna država iz šibkosti«, v kateri država izgubi veljavo do take mere, da večjo veljavo dobi neka druga politična ali nepolitična institucija, ki lahko ljudem ponuja večjo mero varnosti in sigurnosti. Pluralizem (deljenost) moči in izenačenje družbe z državo uniči politično enoto. Drugi možni izhod je »totalna država iz moči«, v kateri trenutni objekt največje avtoritete v državi javno razglasi in preganja notranjepolitične nasprotnike in ponovno vzpostavi avtoriteto. V svojih delih je Schmitt naklonjen slednjemu izidu. Za obstoj države tako sploh ni bistveno, ali je do odločitve za njen obstoj in ohranitev prišlo s konsenzom ali prisilo, temveč je bistveno le to, da je do te odločitve sploh prišlo. Konflikt z režimom ne more obstajati, če režima in odnosa družbe do njega sploh ni, prav tako ne more priti do pogodbe. Prav zato Schmitt preferira totalitarno oblast, ki zagotavlja največjo možnost obstoja in ohranitve enotne države. Schmitt je tudi radikalno redefiniral suverenost. Zatrjuje, da je suverenost nekakšen akt samovzpostavitve. Suveren je tisti, ki se za takega proglasi. Red posledično izvira iz odločitve o ukinitvi nereda in država na odločitvi za vzpostavitvi države. Smisel vsega tega in razlog za trdnost in suverenost države pa je predvsem preprečitev državljanske vojne in ohranitev notranjepolitične stabilnosti. Eden prvih korakov k doseganju takega reda se je pojavil z religiozno nevtralizacijo države -notranjo pacifikacijo. Pri tem pa se pojavi pluralizacija moči v neverskih organizacijah, zato je cena, ki jo moramo plačati za stabilnost takega režima ukinitev notranje političnosti in politične diskusije. Notranji politični konflikti namreč lahko privedejo v državljansko vojno. Najboljši način za preprečitev le te pa je prav obstoj  le ene politične avtoritete (stranke). Cilj je po tem takem notranja homogenost države, hkrati pa ne more obstajati svetovan homogenost, oziroma obstoj ene svetovne države, saj bi to pomenilo, da bi morali biti vsi ljudje pacifistični in zmožni vzdrževanja utopične družbe, ki v realnosti ni možna.

### Politika v izjemnih stanjih
Po Schmittovem mnenju pravo ne more obstajati izven države, politične enote v okviru katere lahko funkcionira. Ravno zaradi tega mora imeti država posebna pooblastila, da deluje navkljub pravnim normam (krši zakon), da lahko zavaruje svoj obstoj. Ker je država vzpostavitelj reda in pravo njej dolguje svojo eksistenco, je vsaka država pravna država. Notranja pacifikacija ima torej prednost pred spoštovanjem prava v primeru, ko je ogrožen politični okvir (z njim pa tudi samo pravo). Schmitta zato ne zanima pravo kot samo, temveč realizacija le tega v dani situaciji. Izjemno stanje pa je stanje, ki ni opisano v racionalnosti danega političnega reda. Suveren je tisti, ki lahko razglasi izredno stanje. Diktatura je zato boljša od anarhije, kljub temu pa diktatura ni nasprotje demokracije. V nekem smislu je diktatura suspenz demokracije za zagotovitev njenega nadaljnjega obstoja.

### Politično
Schmitt političnega ne enači niti s politiko, niti z državo. Ugotavlja, da politično samo pravzaprav nima svojega bistva in nobene višje logike kot logiko samega konflikta. Svojo trditev utemeljuje z dokazom, da če od države odstranimo vse ostale aspekte, ki niso politični (kulturo, vero, ekonomijo, moralo) ne ostane pravzaprav nič. Ravno v tem pa je paradoks. Kljub temu pa je politično vsepovsod in je neizogibno. Če se ga poskusimo izogniti v klasičnem smislu, se bo politično pojavilo v drugih aspektih življenja. Političnega Schmitt ne omejuje z nobenimi konkretnimi kriteriji. Lahko ga predstavlja skoraj katerakoli človeška interakcija. Pravzaprav je odvisno od konkretnih akterjev v določeni situaciji. Smisel izključevanja političnega iz državnega je ohranjevanje enotnosti države in ohranjanje izrednih primerov kot izrednih. Če bi namreč državo predstavljalo politično, ki je vseprisotno, bi se za to vzpostavila najhujša oblika pluralizma, ki pa bi uničil enotnost in smisel države. Prav tako bi se izredni primer normaliziral, če bi se določal politično, kar pa je nevarno, saj bi tako legitimiral kršenje prava in bi vsaka situacija lahko postala »izredna«.